# Легхорн (раса живине)
Легхорн раса живине је добила име по италијанском пристаништу Ливорно. Настала је од италијанске домаће кокошке.

## Историја
Као домаћа италијанска кокошка позната је и гајена пре две хиљаде година. Претпоставља се да води порекло од домаће грчке кокошке, која је у току римских освајања пренета у Рим а одатле се раширила по читавој Италији. Из Италије је ова кокошка 1835. године пренета у Америку. Тамо је примитивна италијанска кокошка укрштана са белом минорком, шпанским расама кокошака и борцима. Пренета је најпре јаребичаста италијанка, а две године касније и бела италијанка. Строго усмереном селекцијом, од ових комбинација је створена раса легхорн, којој је основна намена била производња јаја за конзум. Са оплемењивањем и побољшањем услова држања и исхране, ова раса је у производњи јаја превазишла све тадашње познате расе. Американци су је сматрали својом расом, и као такву су почели да је извозе у многе крајеве света. Извоз је најпре кренуо у Енглеску, затим Немачку и Данску. Новоувезена раса је гајена у измењеним условима  држања, исхране и неге. Различито је оплемењивана тако да су створени нови варијетети ове расе који су се више или мање разликовали од америчког легхорна који има нешто већу кресту и више спуштену леђну линију. Италијански легхорн је познат по томе што су му леђа оборена ка репу и реп је више скупљен. Енглески легхорн је веома сличан немачком, али за разлику од њега има још већу кресту, подбрадњаке и подушњаке. У Француској постоји легхорн различитог типа, док је у Холандији форсиран амерички тип, али са већом телесном масом. Данска, Шведска, Норвешка, Мађарска и Србија су више форсирали амерички тип легхорна.

## Грађа тела
Боја перја легхорна је различита. Данас се по боји перја разликује 12 различитих сојева ове расе. Најраширенији је бели, затим јаребичасти, а потом следе сви остали типови са мањом или већом заступљеношћу.
По темпераменту је врло живахна и покретна живина. По спољашњем изгледу одаје изглед складно грађене живине, са малим али добро усклађеним телесним оквиром. Тело је широко у лопатичном делу са благим сужавањем према корену репа. Леђа су јој дуга и узана, благо оборена према репном делу. Груди заобљене, пуне, добро изражене и напред избачене. Грудна кост је равна и релативно дуга. Размак између карличних костију је изражен као и размак између грудне кости (кобилице) и карличних костију. Трбух је заобљен и мало спуштен. Све то одаје карактер добре носиље. Крила су дуга, чврсто приљубљена и наборана са горње стране. Реп је осредње ширине и постављен под углом од 135° у односу на леђну линију. Код петлова су српаста пера дуга и правилно савијена.
Глава је правилно развијена са фином лобањом. Кљун је кратак, дебео и шиљат, делом спојен са крестом и лицем. Очи су видно изражене, живахне и црвенкасте боје. Креста је код већине сојева проста, мада код неких сојева постоји ружаста креста. Фине је текстуре, чврста, при основи широка и добро покрива главу. Доста је дуга. Креста има увек 4-6 правилно изражених и дугих зубаца. Код петлова, носи се чврсто вертикално, а код кока је оборена на десну, али може бити и на леву страну што јој је карактеристика соја. Подушњаци су елипсоидног облика, велики и увек беле боје. Лице код оба пола је глатко и фино, црвене боје и необрасло перјем.
Врат је дуг, обилно покривен перјем које се спушта преко леђа и рамена. Врат је складно спојен са трупом и главом, и постављен је вертикално. Ноге су средње дужине, танких костију, прекривене фином кожом жуте боје код белог легхорна, док су код тамног затвореније и жутозеленкасте боје. На свакој нози су по четири правилно развијена, чврста, широко раширена прста. Код петлова су развијене мамузе. Размак између ногу је широк. Ноге и прсти никада нису обрасли перјем.
Перје је нежне текстуре, али чврсто и приљубљено уз тело. Читаво тело је обилно обрасло перјем.

## Производна својства
По производним својствима ово је најбоља носиља лаког типа. Годишње носи углавном више од 200 јаја, мада елитна јата носе и 250-280 јаја. Јаја су доброг квалитета, са добром љуском. Боја љуске је увек бела. Маса јаја је преко 60 грама (60-65).